# سوسک هرکول شرقی
سوسک هرکول شرقی (نام علمی: Dynastes tityus) گونه ای سوسک کرگدنی است. زیستگاه این سوسک شرق و جنوب شرق آمریکا مثل ایالت نیویورک، ایندیانا، ایلی‌نوی، فلوریدا، تگزاس و سرزمین‌های ساحلی خلیج مکزیک است. درندگان گوناگون شامل برخی پستانداران مثل راسوی آمریکایی و راکون و برخی بندپایان، صدپایان، سوسک‌های زمینی و عنکبوت از صیادان سوسک هرکول شرقی به شمار می روند.

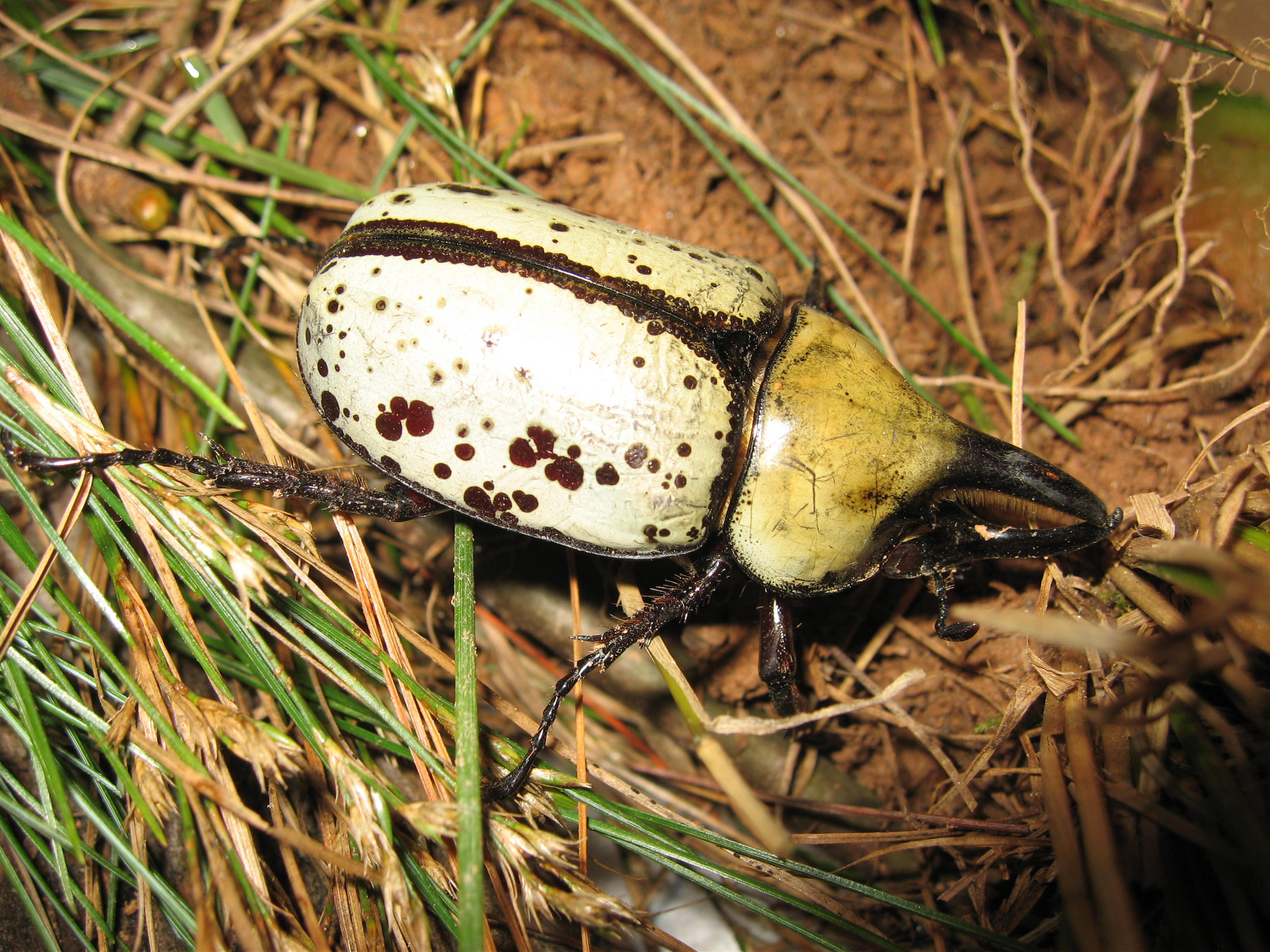
نر در حال نمایش دو شاخ